# Visus
Visus (z łac. - widzenie) - miara ostrości widzenia oka, określanej stosunkiem odległości z której badany rozpoznaje znak (tzw. optotyp) danej wielkości, do odległości z której dany znak powinien zostać rozpoznany. Pojęcie to wprowadzone zostało przez Hermanna Snellena.
{\displaystyle V={\frac {d}{D}}}
- V - ostrość wzroku (visus)
- d - odległość osoby badanej od tablicy testowej
- D - odległość w jakiej oko zdrowe (miarowe) widzi prawidłowo dany optotyp na tablicy testowej

## Podstawy fizjologiczne
Aby dwa punkty obserwowanego obiektu zostały zmysłem wzroku rozpoznane jako odrębne, odbite od nich promienie światła muszą pobudzić dwa różne czopki na siatkówce oka, oddzielone jednym czopkiem niepobudzonym. Ma miejsce gdy punkty te są widziane pod kątem różniącym się o co najmniej jedną minutę kątową (1') - wynika to z wielkości pojedynczego czopka i jest określane jako zdolność rozdzielcza siatkówki.
Wielkość D we wzorze to odległość, z jakiej najmniejsze szczegóły danego znaku (optotypu) na tablicy testowej byłyby postrzegane pod kątem 1', czyli odległość z jakiej optotyp danej wielkości powinno jeszcze rozpoznać prawidłowo zdrowe oko.

## Sposób zapisu
W zależności od przyjętej konwencji visus można opisać ułamkiem dziesiętnym lub zwykłym. Visus określa się oddzielnie dla oka prawego i lewego (drugie oko pozostaje w czasie badania zasłonięte).
Przykład: jeśli osoba badana patrząc na tablicę testową z odległości 5 metrów (d) jest w stanie rozpoznać znak nie mniejszy niż ten, który przy prawidłowej ostrości wzroku jest rozpoznawany z odległości 25 metrów (D), to ostrość wzroku wynosi 5/25 czyli 0,2.
Prawidłową ostrość wzroku opisuje się, w zależności od odległości użytej tablicy testowej, jako 5/5, 20/20 (w krajach anglosaskich) lub po prostu 1,0.